# Amniculicolaceae
Amniculicolaceae is een familie van de  Ascomyceten. Het typegeslacht is Amniculicola.

## Geslachten
Voglens Index Fungorum bevat het de volgende geslachten:
- Amniculicola
- Anguillospora
- Fouskomenomyces
- Fusiformispora
- Murispora
- Neomassariosphaeria
- Pseudomassariosphaeria